# Pierre Petit de Julleville

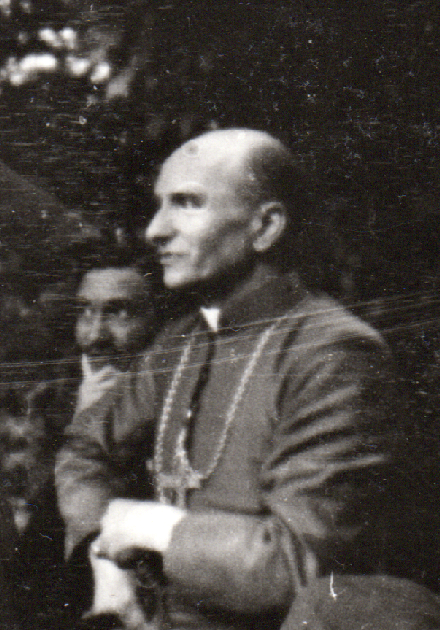
Pierre Petit de Julleville als Bischof von Dijon am 18. Juni 1931

Kardinalswappen

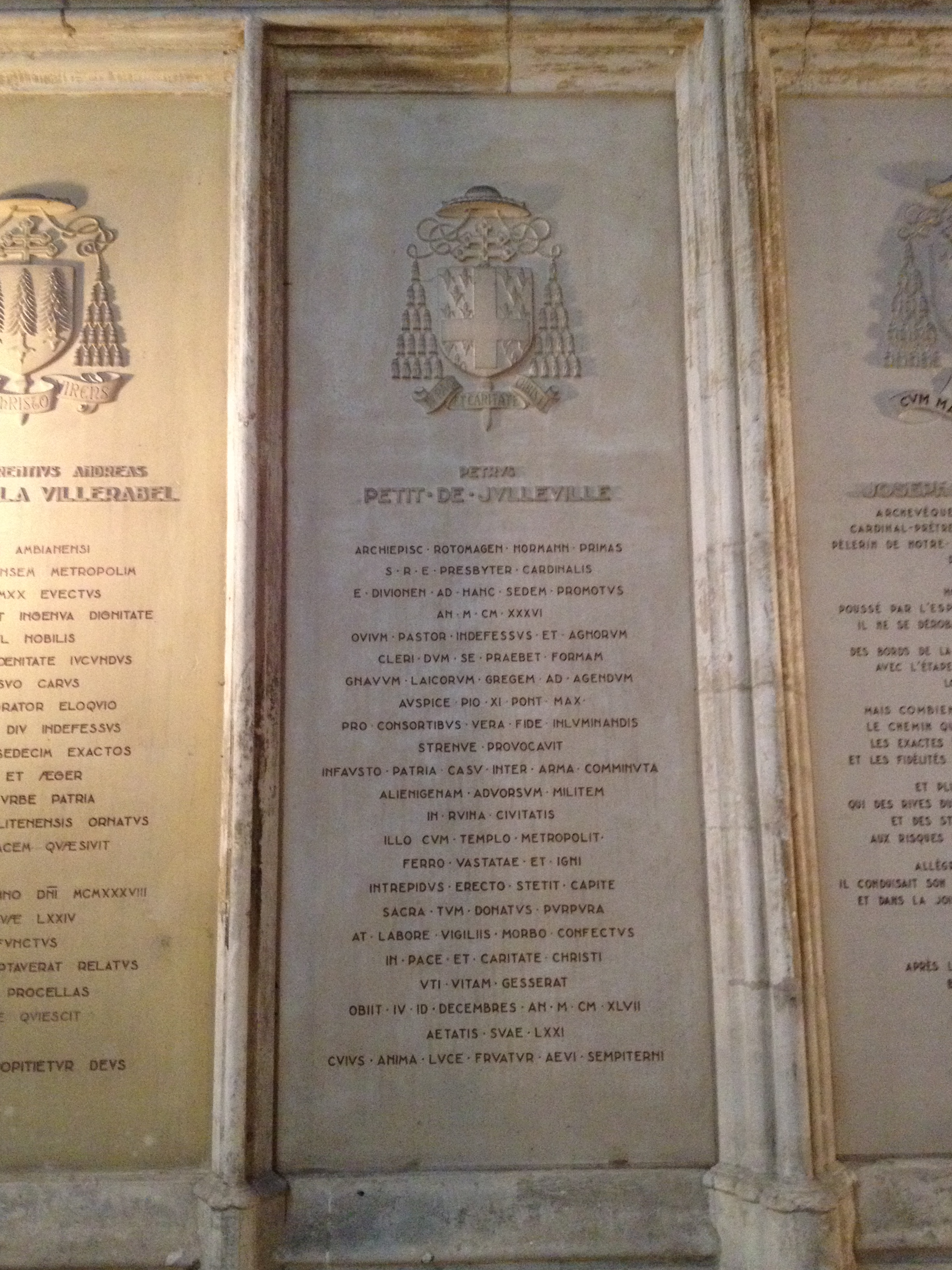
Gedenkplatte für Kardinal de Julleville in der Kathedrale zu Rouen

Pierre-André-Charles Kardinal Petit de Julleville (* 22. November 1876 in Dijon, Frankreich; † 10. Dezember 1947 in Rouen) war ein französischer Geistlicher. Von 1927 bis 1936 war er Bischof von Dijon und daran anschließend bis zu seinem Tod Erzbischof von Rouen.

## Leben
Pierre Petit de Julleville erhielt seine Ausbildung am Priesterseminar St. Sulpice und an der Sorbonne in Paris. 1903 empfing er das Sakrament der Priesterweihe und wurde 1905 Mitglied der Fakultät des Pariser Priesterseminars Issy. Von 1910 bis 1927 war er Kanonikus der Kathedrale von Neuilly und Superior der Schule Sainte-Croix-de-Neuilly. Während des Ersten Weltkrieges leistete er Frontdienst als Militärkaplan.
1927 ernannte ihn Papst Pius XI. zum Bischof von Dijon und 1936 zum Erzbischof von Rouen. Die Bischofsweihe spendete ihm Kardinal Louis-Ernest Dubois. Mitkonsekratoren waren der Bischof von Meaux Louis-Joseph Gaillard und der Bischof von Blois Georges-Marie-Eugène Audollent. Papst Pius XII. nahm ihn 1946 als Kardinalpriester der pro hac vice zur Titelkirche erhobenen Kirche Santa Maria in Aquiro in das Kardinalskollegium auf. Pierre Petit de Julleville starb am 10. Dezember 1947 in Rouen und wurde in der dortigen Kathedrale beigesetzt.
1942 gehörte Erzbischof Petit de Julleville zu den französischen Prälaten, die sich offen gegen den Antisemitismus des Vichy-Regimes aussprachen.